# 抱茎细莴苣
抱茎细莴苣（学名：Stenoseris auriculiformis）为菊科细莴苣属的植物，为中国的特有植物。分布于中国大陆的甘肃等地，多生长于山坡，目前尚未由人工引种栽培。